# SPARQL
SPARQL (рекурсивний акронім від англ. SPARQL Protocol and RDF Query Language) — мова запитів до даних, представлених по моделі RDF, а також протокол для передачі цих запитів і відповідей на них. SPARQL є рекомендацією консорціуму W3C і одною з технологій семантичної павутини. Представлення SPARQL-точок доступу (SPARQL endpoint) є рекомендованою практикою при публікації даних у всесвітній павутині.

## Загальна схема запиту
Загальна схема SPARQL-запиту має такий вигляд:
```
 
PREFIX
 
foo
:
 
<http://example.com/resources/>

 
# префіксні оголошення

 
FROM
 
...

 
# джерела запиту

 
SELECT
 
...

 
# пункт результату

 
WHERE
 
{...}

 
# критерії запиту

 
ORDER BY
 
...

 
# модифікатори запиту

```

Де:
- Префіксні оголошення служать для скорочення універсальних ідентифікаторів ресурсу (URI).
- Джерела запиту визначають, які RDF графи запитуються.
- Пункт результату повертає набір даних (вибірку), які задовольняють критеріям запиту.
- Критерії запиту визначає, що запитувати в базовому наборі даних
- Модифікатори запиту обмежують, упорядковують, і інакше перетворюють результати запиту.

## Переваги
SPAQRL дозволяє користувачам писати глобально однозначні запити. Наприклад, наступний запит повертає імена й адреси кожної людини у світі:
```
PREFIX
 
foaf
:
 
<http://xmlns.com/foaf/0.1/>

SELECT
 
?name

       
?email

WHERE
 
{

  
?person
  
a
          
foaf
:
Person
 
.

  
?person
  
foaf
:
name
  
?name
 
.

  
?person
  
foaf
:
mbox
  
?email
 
.

}

```

Наведені параметри використовуються для опису людини, включеної до FOAF. Це ілюструє бачення Семантичної павутини як єдиної великої бази даних. Кожний ідентифікатор у SPARQL, URI, глобально однозначний, на відміну від «e-mail» або «email», які звичайно використовуються в SQL.
Цей запит може бути розподілений на декілька кінцевих точок SPARQL, різних комп'ютерів, і збір результатів здійснюється процедурою, відомою як федеративний пошук.

## Форми запитів
Мова SPARQL визначає чотири варіанта запитів для різних цілей:
SELECT запит
Використовується для того, щоб витягати необроблені значення із точки SPARQL, результати повертаються у вигляді таблиці.
CONSTRUCT запит
Використовується для того, щоб витягати інформацію з точки доступу SPARQL в форматі RDF і перетворювати результати до визначеної форми.
ASK запит
Використовується для створення запитів типу істина/хибність
DESCRIBE запит
Використовується для того, щоб отримати опис RDF-ресурсу. Реалізація поведінки DESCRIBE-запитів визначається розробником SPARQL-точки доступу.
Кожна з цих форм запиту включає в себе блок WHERE, щоб обмежити запит, хоча у випадку запиту DESCRIBE — WHERE не є обов'язковим.

## Ключові слова
Нижче наведена частина часто використовуваних ключових слів в SPARQL запитів. Повний список є в офіційній документації [Архівовано 2 червня 2012 у WebCite].
PREFIX — слугує для скорочення URI.
OPTIONAL — визначає необов'язковий шаблон.
GRAPH — за допомогою нього формують запит, який застосовує шаблон до іменованих графів.
DISTINCT — вказує, що кожне рішення у відповіді на запит буде унікальним.
LIMIT — задає максимальну кількість виведених результатів.
OFFSET — дозволяє не показувати в результаті перші n рішень.
ORDER BY — дозволяє відсортувати результат за збільшенням (ASC()) або спаданням (DESC()).

## Інші мови запитів до RDF
- DQL — заснована на XML, запити і результати виражаються в DAML+OIL;
- N3QL — заснована на Нотації 3;
- R-DEVICE;
- RDFQ — заснована на XML;
- RDQ — схожа на SQL;
- RDQL — схожа на SQL;
- SeRQL — схожа на SQL, близький до RDQL;
- Versa — має компактний синтаксис (не SQL), виключно для 4Suite (мова Python).

## Версії
SPARQL 1.0 став стандартом у січні 2008 и включав:
SPARQL 1.0 Мова запитів;
SPARQL 1.0 Протокол;
SPARQL Формат результатів XML.
SPARQL 1.1 є актуальною версією і включає:
SPARQL мова запитів і протокол оновлені до 1.1;
SPARQL 1.1 Оновлення;
SPARQL 1.1 HTTP-протокол для управління RDF графами;
SPARQL 1.1 Опис служб;
SPARQL 1.1 Логічні слідства(Entailments);
SPARQL 1.1 Основні Федеративні запити.

## Приклад
Інший приклад SPARQL запитів: «Знайти дати виходу серій усіх сезонів серіалу „Клан Сопрано“»:
```
PREFIX
 
dbpo
:
 
<http://dbpedia.org/ontology/>

SELECT
 
*

WHERE

{

  
?e
 
dbpo
:
series
         
<http://dbpedia.org/resource/The_Sopranos>
 
.

  
?e
 
dbpo
:
releaseDate
    
?date
 
.

  
?e
 
dbpo
:
episodeNumber
  
?number
 
.

  
?e
 
dbpo
:
seasonNumber
   
?season
 
.

}

ORDER BY
 
DESC
(
?date
)

```

Змінні позначаються префіксом «?» або «$».
Щоб зробити запити короткими, SPARQL дозволяє визначати префікси й основні URI способом, схожим Turtle. У цьому запиті префікс «dbpo» означає «http://dbpedia.org/ontology/».

## SPARQL-точка доступу
SPARQL-точка доступу або SPARQL-endpoint — це служба сумісна з SPARQL.
SPARQL-endpoint дозволяє користувачу запитати базу знань (вводити його запити). Запит обробляється і повертає результат в різних форматах. Таким чином, SPARQL-точки доступу задумані як сервіс, який забезпечує нормальний інтерфейс до бази знань SPARQL-endpoint.
Розрізняють два види точок доступу: загального призначення і локального.
Точки доступу загального призначення можуть виконувати запити до будь-яких вказаних RDF-документів, які знаходяться в Мережі. А локальні точки доступу можуть отримувати дані тільки від одного ресурсу.
Приклад, щоб зрозуміти зміст точки доступу: приклад.
Список існуючих SPARQL-точок доступу: список [Архівовано 16 березня 2012 у Wayback Machine.].

## Автоматичне виконання запитів
На даний момент для ряду мов програмування існує можливість викликати SPARQL-запити, існують інструменти, які дозволяють підключати і в напівавтоматичному режимі будувати SPARQL-запити для точки доступу SPARQL, наприклад ViziQuer.